# Nias-szigeti beó
A Nias-szigeti beó (Gracula robusta) a madarak osztályának verébalakúak (Passeriformes) rendjébe és a seregélyfélék (Sturnidae) családjába tartozó faj.

## Rendszerezése
A fajt Tommaso Salvadori olasz ornitológus írta le 1887-ben.

## Előfordulása
A Indonéziához tartozó Nias, Pulan, Babi, Tuangku és Bangkaru-szigeteken honos. Természetes élőhelyei a szubtrópusi vagy trópusi síkvidéki esőerdők és mangroveerdők. Állandó, nem vonuló faj.

## Megjelenése
Ez a faj a legnagyobb testű faj a seregélyfélék családjából. Testhossza 30-36 centiméter, szárnyfesztávolsága 20-22 centiméter, súlya elérheti a 400 grammot is. a beókra jellemző módon tollazata fényes fekete, nagy fehér szárnyfoltjai elsősorban repülés közben feltűnőek. Erős csőre vörös, szintén erőteljes lábai sárgák.

## Természetvédelmi helyzete
Az elterjedési területe kicsi, egyedszáma 160-270 példány közötti és csökken. A Természetvédelmi Világszövetség Vörös listáján súlyosan veszélyeztetett fajként szerepel.